# Mura di Castiglione della Pescaia

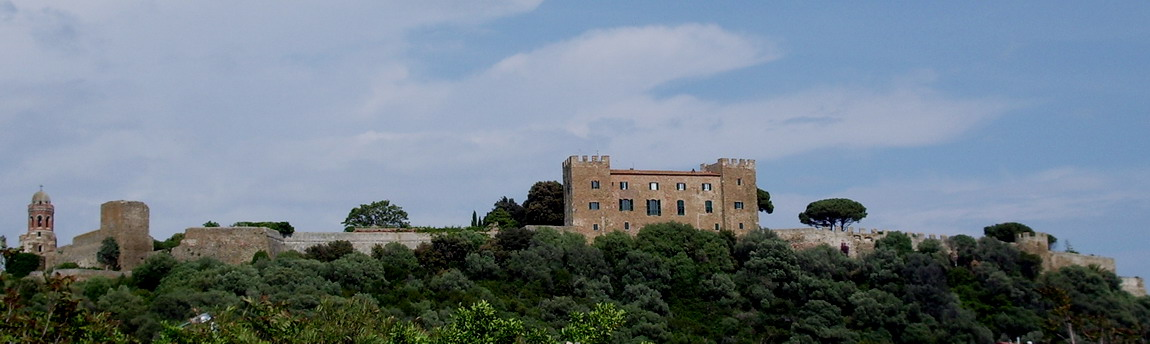
Le mura a ovest del castello

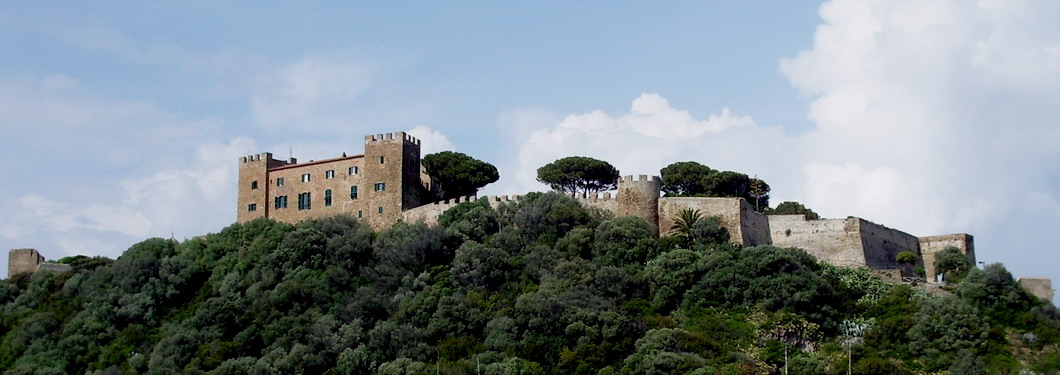
Le mura a est del castello

Le mura di Castiglione della Pescaia costituiscono il sistema difensivo del centro storico di Castiglione della Pescaia, nella provincia di Grosseto, in Toscana.

## Storia
Una prima cinta muraria venne eretta dai Pisani a partire dal X secolo e, oltre a racchiudere parte del borgo situato sul promontorio, delimitava anche il primitivo insediamento situato nella parte bassa dell'abitato.
Nei secoli successivi, gli abitanti si spostarono in massa dalla parte bassa verso la parte alta, che forniva più garanzie difensive in caso di assedio piratesco; l'originario nucleo abitativo situato a valle fu così gradualmente abbandonato.
In epoca rinascimentale e, precisamente durante il XV secolo, prima gli Aragonesi e poi i Senesi (questi ultimi in misura minore) portarono avanti i lavori di costruzione delle nuove mura che andarono a delimitare completamente l'attuale borgo situato attorno al castello. Da allora, la cinta muraria di Castiglione della Pescaia ha mantenuto pressoché intatto il proprio aspetto; recenti restauri hanno permesso di riportarla agli antichi splendori.

## Descrizione
Le fortificazioni sono costituite da una lunga cortina muraria che racchiude all'angolo nord-occidentale l'imponente struttura del castello.
Si articolano adattandosi all'orografia del rilievo su cui sorgono, attraverso tratti in salita e discesa. Nel loro complesso, si presentano in blocchi di pietra, munite in alcuni tratti di camminamenti di ronda; in totale, incorporano ben 11 complessi turriformi che in passato svolgevano funzioni di avvistamento, di difesa e di offesa, come testimoniano le feritoie, alle quali si aggiungono le archibugiere che si aprono in alcuni punti dei camminamenti di ronda. La torre situata presso la chiesa di San Giovanni Battista è andata a costituire la base per il campanile dell'omonima chiesa.
Le torri più antiche di origini medievali o tardomedievali si presentano a sezione quadrangolare, mentre quelle di epoca rinascimentale si caratterizzano per la pianta circolare o semicircolare. Alcune torri culminano con una merlatura sommitale, elemento che contraddistingue anche alcuni tratti delle cortine murarie.
Lungo le mura, si aprono tre porte che consentono l'accesso al borgo; una quarta porta, denominata "Portaccia", si trova nella parte bassa dell'abitato ed è l'unico elemento architettonico superstite delle primitive mura pisane assieme alla torre Lilli, alla torre di via Cristoforo Colombo e ai resti di un'altra struttura turriforme in via delle Vacche, che caratterizzano la parte moderna bassa del centro abitato.

## Galleria d'immagini

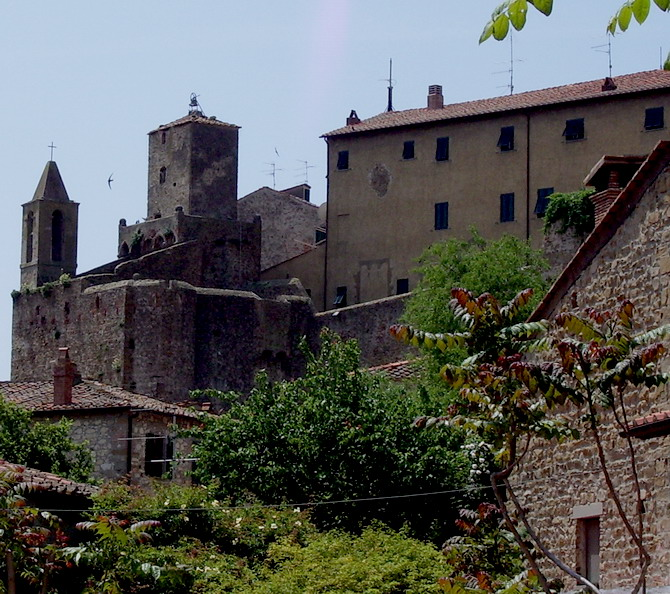
Tratto delle mura e campanile della chiesa di Santa Maria del Giglio
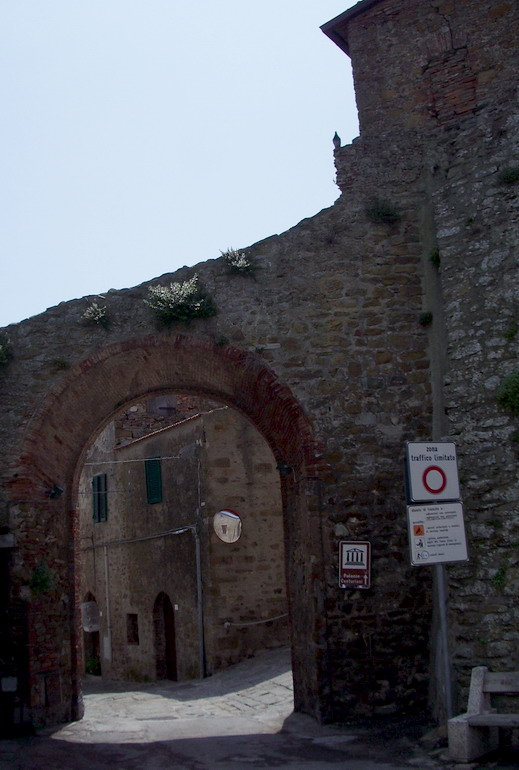
Lato esterno della porta di San Giovanni Battista
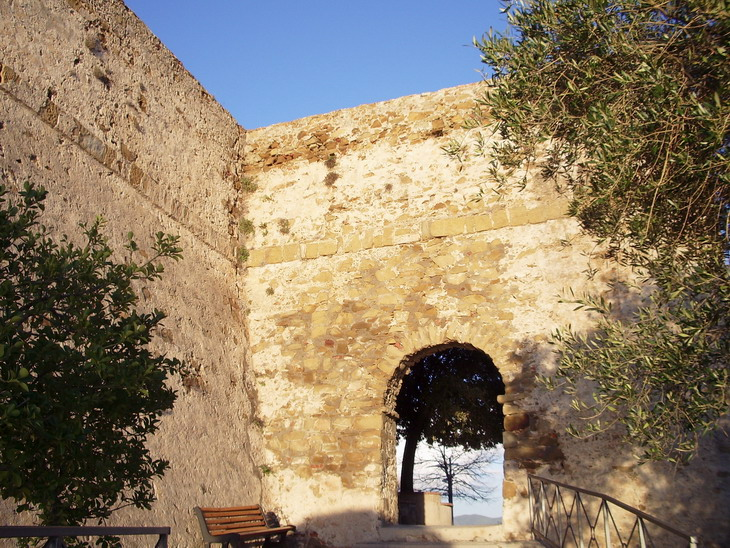
Lato esterno della porta presso il Castello
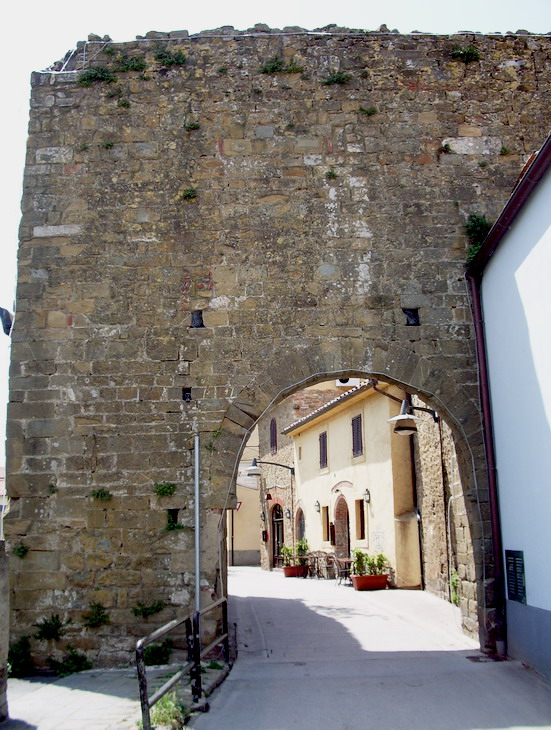
Lato esterno della Portaccia (mura pisane)